# Gaeumanniella singularis
Gaeumanniella singularis — вид грибів, що належить до монотипового роду  Gaeumanniella.